# Binnenhof
Binnenhof – zespół budynków parlamentarnych w Hadze, siedziba Stanów Generalnych, Ministerstwa Spraw Ogólnych oraz premiera.

## Historia
W średniowieczu na terenie obecnego kompleksu znajdowała się rezydencja hrabiowska. Na początku XIII wieku Floris IV Holenderski zakupił dwór. Jego syn, Wilhelm II, dał Hadze liczne przywileje, a w 1248 roku sam został koronowany na króla Niemiec, po czym, według kronikarzy, sprowadził do miasta licznych budowniczych, by ci wznieśli pałac królewski. Plany budowy tamtego obiektu nie są dziś znane, przez co nie wiadomo dokładnie, co wybudował. Istnieją podejrzenia, że wzniósł dwa budynki, które dziś są znane jako Rolgebouw i De Lairesse. Po śmierci Wilhelma budowę wstrzymano. Po osiągnięciu pełnoletności przez jego syna, Florisa V, ten kontynuował prace. Ukończył m.in. kaplicę dworską oraz słynną Ridderzaal, obecnie używaną do celów reprezentacyjnych. Prawdopodobnie w 1280 roku kompleks zamkowy otoczono kanałem - fosą.
Kolejnymi właścicielami Binnenhofu byli hrabiowie z Hainaut. Wznieśli oni m.in. dom rycerski oraz budynki wokół południowej bramy wjazdowej.
Albrecht I Bawarski oraz jego syn, Wilhelm II Bawarski, całkowicie otoczyli kompleks budynkami. W 1479 roku wzniesiono wieżę ministerską (nid.  ministerstorentje), którą przebudowano w 1547. W XVI wieku kompleks służył tymczasowo jako rezydencja cesarza Karola V Habsburga, a w 1585 roku budynek stał się siedzibą Stanów Generalnych Republiki Zjednoczonych Prowincji. W latach 1590–1600 wzniesiono Mauritstoren, w którym obecnie znajduje się siedziba Pierwszej Izby Stanów Generalnych. W 1640 wzniesiono Keurhuis, który pierwotnie służył jako siedziba gildii złotników. W 1860 roku planowano przebudować cały kompleks oraz zburzyć Ridderzaal, do czego, z braku funduszy, ostatecznie nie doszło.